# کتی باربری
کتی باربری (اسپانیایی: Katie Barberi‎؛ زادهٔ ۲۲ ژانویهٔ ۱۹۷۲) هنرپیشه اهل مکزیک-ایالات متحده آمریکا که به خاطر آثارش در تله‌نوولا شناخته شده است. وی از سال ۱۹۸۴ میلادی تاکنون مشغول فعالیت بوده‌است. از فیلم‌ها یا برنامه‌های تلویزیونی که وی در آن نقش داشته‌است می‌توان به چهره فرشته کوچک، مرخصی فریس بولر (۱۹۸۶)، طلسم زیبا (۲۰۱۰)، مهره سوخته (۲۰۱۲) اشاره کرد.